# Aranda (glaciär)
Aranda är en glaciär i Antarktis. Den ligger i Sydshetlandsöarna. Argentina, Chile och Storbritannien gör anspråk på området.
Terrängen runt Aranda är huvudsakligen platt, men söderut är den kuperad. Havet är nära Aranda norrut. Trakten är obefolkad. Det finns inga samhällen i närheten. 